# Wolfgang Ablinger-Sperrhacke

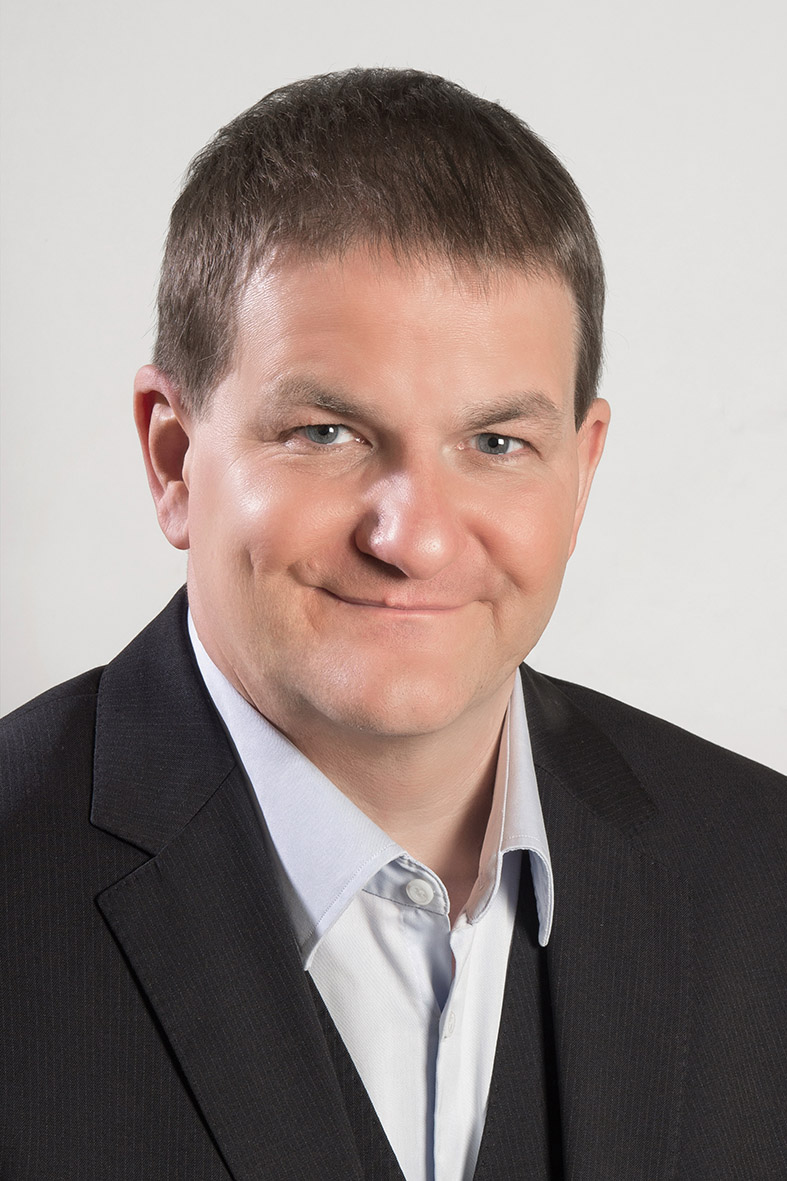
Wolfgang Ablinger-Sperrhacke (2018)

Wolfgang Ablinger-Sperrhacke (* 1967 in Zell am See) ist ein österreichischer Opernsänger (Charaktertenor).

## Leben
Ablinger-Sperrhacke studierte an der Musikhochschule Wien (heute Musikuniversität Wien) bei Gerhard Kahry (Gesang), Kurt Equiluz (Lied/Oratorium) und Dieter Bülter-Marell (Oper). Nach ersten Festengagements am Landestheater Linz (1993–1995), Theater Basel (Festengagement in der Saison 1995/96, danach als Gast bis 1999/2000) und Staatstheater am Gärtnerplatz München (1996–1998) arbeitet er seit 1998 freischaffend.
1997 gab er sein Début an der Opéra National de Paris. Er sang dort die Rolle des Goro in Madama Butterfly, die beiden Rollen Monostatos und 1. Geharnischter in drei verschiedenen Produktionen der Zauberflöte, Capito in Mathis der Maler, den Schäbigen in Lady Macbeth von Mzensk, Mime im Ring des Nibelungen, sowie in der Uraufführung K... von Philippe Manoury.
1999 debütierte er beim Glyndebourne Festival  und hat dort mittlerweile über 130 Vorstellungen gesungen: Vašek in Die verkaufte Braut, Reverend Adams in Peter Grimes, Arnalta in L’incoronazione di Poppea, die Knusperhexe in Hänsel und Gretel (beide letzteren auch in der Royal Albert Hall), den Tanzmeister in Ariadne auf Naxos und Podestà in La finta giardiniera.
Weitere Engagements waren:
- Valzacchi in Der Rosenkavalier (La Monnaie, Festspiele Baden-Baden, Royal Opera House, Metropolitan Opera, Bayerische Staatsoper)
- Monostatos in Die Zauberflöte (Bayerische Staatsoper, De Nationale Opera)
- Dr. Cajus in Falstaff (Festival d’Aix-en-Provence, Teatro Real Madrid, Théâtre des Champs-Élysées[5])
- Mime in Rheingold (Semperoper, Teatro alla Scala[6], Staatsoper Berlin, Salle Wilfrid-Pelletier/Montréal, De Nederlandse Opera, Bunka Kaikan/Tokyo, Wiener Staatsoper, Bayerische Staatsoper)
- Mime in Siegfried (Capitole de Toulouse, Teatro Real, La Fenice, Bayerische Staatsoper[7], Staatsoper Stuttgart, De Nederlandse Opera, Canadian Opera Company, Wiener Staatsoper)
- Pedrillo in Die Entführung aus dem Serail (Festival La Coruña, Teatro Real, Teatro San Carlo di Napoli), die Uraufführung Divorzio all’italiana von Giorgio Battistelli (Opéra national de Lorraine)
- Hauptmann in Wozzeck (Teatro alla Scala, Bayerische Staatsoper, Opernhaus Zürich, Théâtre du Capitole Toulouse, Opéra national de Lorraine, Southbank Centre)
- Offenbachs Blaubart (Bregenzer Festspiele, Oper Leipzig, Komische Oper Berlin)
- Loge (Opéra national du Rhin, Lucerne Festival, Opera North)
- Aegisth in Elektra (Opéra national du Rhin, Verbier Festival, Wiener Staatsoper)
- Piet in Le Grand Macabre (English National Opera, Berliner Philharmonie)
- Knusperhexe (Opéra national de Lyon, Bayerische Staatsoper)
- Herodes in Salome (Volksoper Wien, Staatsoper Wien, Opernhaus Zürich, Opéra national du Rhin, Münchner Opernfestspiele, Bayerische Staatsoper, Bolschoi-Theater)
- Pirzel in Die Soldaten (Salzburger Festspiele[8], Teatro alla Scala)
- Prinz, Kammerdiener und Marquis in Lulu (Staatsoper Berlin, Bayerische Staatsoper).
- Klaus Narr in der szenischen Uraufführung von Schönbergs Gurre-Liedern an der Nederlandse Opera
- Pollux in Die Liebe der Danae bei den Salzburger Festspielen[9]
- Iwan in Die Nase im Covent Garden[5]
- Franz I. in Kreneks Karl V. an der Bayerischen Staatsoper
- Wenzel in Die verkaufte Braut (Bayerische Staatsoper, Münchner Opernfestspiele)
- Pluton/Aristée in Orphée aux enfers (Komische Oper)

Konzerte sang er unter anderem im Concertgebouw Amsterdam, in der Philharmonie am Gasteig, in São Paulo (Mahlers Lied von der Erde), Gurre-Lieder in Melbourne, Bergen, Lille, Hannover, Göteborg, Elbphilharmonie Hamburg, Saint-Denis-Festival, Royal Festival Hall, Semperoper und Helsinki Festival, Rheingold/Loge im Southbank Centre London, The Lowry/Manchester, The Sage/Newcastle und Birmingham.
Ablinger-Sperrhacke hat mit Dirigenten wie Kirill Petrenko, Simone Young, Daniel Barenboim, Franz Welser-Möst, James Conlon, Kent Nagano, Philippe Jordan, Ingo Metzmacher, Robin Ticciati, Emmanuelle Haïm, Daniele Gatti, Antonio Pappano, Hartmut Haenchen, Christian Thielemann, Fabio Luisi, Marc Albrecht, Jeffrey Tate, Susanna Mälkki und Vladimir Jurowski gearbeitet.

## Kulturpolitisches Engagement
Im Zuge der Corona-Pandemie engagierte sich Ablinger-Sperrhacke für Kompensationszahlungen für freischaffende Künstler sowie für die sichere Wiedereröffnung der Kultureinrichtungen und die Respektierung der Kunstfreiheit.
Im März 2020 startete er zusammen mit Elisabeth Kulman, Tomasz Konieczny, Georg Nigl, Rechtsanwalt Georg Streit u. a. die österreichische Anwaltspetition für Freischaffende und forderte im April 2020 einen Runden Tisch für Freischaffende, der am 27. April 2020 mit Regierungsvertretern und den Vertretern der größten österreichischen Kulturinstitutionen stattfand. Am 5. Mai 2020 kritisierte er in einer Pressekonferenz mit den Oppositions-Kulturpolitikern Thomas Drozda (SPÖ) und Sepp Schellhorn (NEOS) die österreichischen Öffnungspläne und fehlenden Kompensationen als unzureichend, die Kultur benachteiligend und die Kunstfreiheit verletzend. Unter dem Eindruck des darauf folgenden österreichweiten negativen Presseechos und anhaltender öffentlicher Kritik aus der Kulturbranche, vor allem der Kabarettszene, trat die Kulturstaatssekretärin Ulrike Lunacek zehn Tage später zurück. Ihre Nachfolgerin Andrea Mayer entwickelte darauf in Zusammenarbeit mit dem Gesundheitsministerium jene Öffnungsschritte, die eine sichere Durchführung der Salzburger Festspiele ermöglichten. Im Juni 2020 beteiligte er sich zusammen mit Georg Nigl, Georg Streit und Ulrike Kuner von der IG Freie Theater an der Aushandlung der Kompensationen an österreichischen Bundestheatern.
Ab Herbst 2020 engagierte er sich auch zunehmend in Bayern und Deutschland. In deutschen Medien kritisierte er ebenfalls eine Verletzung der Kunstfreiheit und initiierte zusammen mit Christian Gerhaher, Hansjörg Albrecht und Kevin Conners, Ensemblesprecher der Bayerischen Staatsoper, die Initiative Aufstehen für die Kunst, die auch von internationalen Gewerkschaften wie der französischen Unisson, der spanischen ALE und der amerikanischen Musikergewerkschaft AGMA unterstützt wird. Er mitveranstaltete 2 Pressekonferenzen und gab auch Zeitungsinterviews zum Thema.
Mit 22 anderen Klägern beteiligte er sich an einem Eilantrag beim Bayerischen Verwaltungsgerichtshof gegen die pauschalen Theaterschließungen, sowie zusammen mit u. a. Anne-Sophie Mutter und Thomas Hengelbrock an einer Popularklage beim bayerischen Verfassungsgerichtshof, als auch an einem Eilverfahren beim deutschen Bundesverfassungsgericht gegen die im Notbremsegesetz zusätzlich festgeschriebenen Schließungen von Theater, Opern- und Konzerthäusern ab einer Inzidenz von 100. Der Eilantrag beim Bayerischen Verwaltungsgerichtshof wurde abgewiesen. Das Eilverfahren beim Bundesverfassungsgericht wurde nicht angenommen, da durch die ab Mitte Mai sukzessive erfolgten Öffnungsschritte die Beteiligten am Verfahren aus der konkreten Grundrechtsbetroffenheit herausgefallen waren. Die Entscheidung im Hauptsacheverfahren der Popularklage steht noch aus.

## Auszeichnungen
- 2016: Nominierung Dora Mavor Moore Award, outstanding performance- male/Opera division für Siegfried-Mime, Canadian Opera Company[30]
- 2017: International Classical Music Awards, best video performance für Wozzeck (DVD, accentus music, 2017)[31]
- 2021: Bayerischer Kammersänger[32]
- 2022: Chevalier des Arts et des Lettres[33]
- 2022: Österreichisches Ehrenkreuz für Wissenschaft und Kunst[34][35]

## Diskografie
DVDs:
- Alban Berg: Lulu, Prinz/Kammerdiener, Dir.:Daniel Barenboim, Reg.: Andrea Breth, Staatsoper Unter den Linden (Deutsche Grammophon, 2015)
- Alban Berg: Lulu, Prinz/Kammerdiener/Marquis, Dir.: Kirill Petrenko, Reg.: Dmitri Tcherniakov, Bayerische Staatsoper (Bel Air, 2017)
- Alban Berg: Wozzeck, Hauptmann, Dir.: Fabio Luisi, Reg.: Andreas Homoki, Opernhaus Zürich (accentus, 2016)
- Engelbert Humperdinck: Hänsel und Gretel, Knusperhexe, Dir.: Kazushi Ōno, Reg.: Laurent Pelly, Glyndebourne Festival (Decca, 2009)
- Claudio Monteverdi: L’incoronazione di Poppea, Arnalta, Dir.: Emmanuelle Haïm, Reg.: Robert Carsen, Glyndebourne Festival (Decca, 2009)
- Wolfgang Amadeus Mozart: Zauberflöte, Monostatos, Dir.: Marc Albrecht, Reg.: Simon McBurney, De Nationale Opera  (Opus arte, 2015)
- Arnold Schönberg: Gurrelieder, Klaus Narr, Dir.: Marc Albrecht, Reg.: Pierre Audi, De Nationale Opera (Opus arte, 2017)
- Richard Strauss: Der Rosenkavalier, Valzacchi, Dir.: Christian Thielemann, Reg.: Herbert Wernicke. Festspiele Baden-Baden (Decca, 2009)
- Richard Strauss: Ariadne auf Naxos, Tanzmeister, Dir.: Vladimir Jurowski, Reg.: Katharina Thoma, Glyndebourne Festival (Opus arte, 2014)
- Richard Strauss: Die Liebe der Danae, Pollux, Dir.: Franz Welser-Möst, Reg.: Alvis Hermanis, Salzburger Festspiele (Euroarts, 2017)
- Giuseppe Verdi: Falstaff, Dr. Cajus, Dir.: Enrique Mazzola, Reg.: Herbert Wernicke, Festival d’Aix-en-Provence (arthaus musik, 2001)
- Richard Wagner: Das Rheingold, Mime, Dir.: Daniel Barenboim, Reg.: Guy Cassiers, Teatro alla Scala (arthaus musik, 2013)
- Bernd Alois Zimmermann: Die Soldaten, Pirzel, Dir.: Ingo Metzmacher, Reg.: Alvis Hermanis, Salzburger Festspiele (Euroarts, 2013)

CDs:
- Benjamin Britten: Peter Grimes, Reverend Horace Adams, Dir.: Mark Wigglesworth, Glyndebourne Festival (Glyndebourne Label, 2010)
- Arnold Schönberg: Gurrelieder, Klaus Narr, Dir.: Edward Gardner, Bergen Philharmonic Orchestra (Chandos Records, 2016)
- Arnold Schönberg: Gurrelieder, Dir.: Christian Thielemann, Staatskapelle Dresden (Edition Staatskapelle, 2020)
- Engelbert Humperdinck: Hänsel und Gretel, Knusperhexe, Dir.: Robin Ticciati, London Philharmonic Orchestra (Glyndebourne Label, 2012)